# Rajsko Duże
Rajsko Duże – wieś w Polsce położona w województwie łódzkim, w powiecie piotrkowskim, w gminie Rozprza.
W latach 1975–1998 miejscowość administracyjnie należała do województwa piotrkowskiego.
Zobacz też: Rajsko, Rajsko Małe